# 包一民
包一民（1906年9月12日—1993年3月11日），安東省柳河縣人，中华民国政治人物。民國37年（1948年）在安東省選區當選第一屆立法委員。

## 生平[1][2][3]
- 國立東北大學第二十年班國學專修科畢業
- 中國國民黨安東省黨部委員
- 中國國民黨安東省黨部婦女運動委員會主任委員
- 制憲國民大會代表
- 憲政促進委員會委員
- 國民參政員
- 立法委員